# رناتو سیپولینی
رناتو سیپولینی (انگلیسی: Renato Cipollini; ۲۷ اوت ۱۹۴۵ – ۱۲ مارس ۲۰۱۹) بازیکن فوتبال اهل ایتالیا بود.
از باشگاه‌هایی که در آن بازی کرده‌است می‌توان به باشگاه فوتبال اینتر میلان، باشگاه فوتبال فیورنتینا، باشگاه فوتبال برشا، باشگاه فوتبال آتالانتا، باشگاه فوتبال امپولی، باشگاه فوتبال کومو، و باشگاه فوتبال اسپال اشاره کرد.